# Roxana (roman)
Roxana este un roman de Gala Galaction alcătuit sub forma unor confesiuni epistolare ale părintelui Abel Pavel. A fost publicat prima dată în anul 1930 de către Editura Națională Ciornei în Colecția Autorilor Români. Este primul roman scris de Gala Galaction după ce în 1918 a publicat în revista Cartea vremii primele cinci capitole ale romanului său neterminat Margo.

## Prezentare
Personajul principal este preotul Abel Pavel, simbol al creștinismului primitiv privit sub latura umanitarismului și democratismului. Acesta ajunge preot într-un cartier de muncitori din periferia Bucureștiului și își propune să întemeieze aici o biserică cu chilii în jurul ei pentru oamenii nevoiași. Cu toate acestea, preotul Abel Pavel este naiv deoarece crede că poate înlătura nedreptatea și sărăcia, dar se lovește de o serie de probleme care îl readuc la realitate din iluzia sa. Astfel își dă seama că lumea în care trăiește nu este cea din timpul sfinților Ambrozie, Vasile și Sinezie, că în afară de bogăție și sărăcie lumea contemporană prezintă nenumărate și ascunse mecanisme imposibil de manevrat cu ajutorul credinței. 
Inițial cere naiv ajutor șefului său ierarhic, mitropolitul primat care îl refuză blajin dar brutal, catalogându-l un visător indezirabil. Apoi cere ajutorul organelor statului, dar este apostrofat pentru că ar vrea să aducă muncitorilor din cartier idei extravagante. În final se adresează bogătașului Atanasie Ceaur, care a făcut avere de pe urma primului război mondial. Mai departe conflictul devine acut, dinamic. Atanasie îl întreabă care va fi profitul său dacă îl va ajuta la construcția chiliilor, dar acceptă meschin doar la insistențele soției sale, Roxana Ceaur, cea care dă numele romanului.
În conflictul dintre sărac și bogat, autorul se plasează pe o poziție de mare aversiune față de bogătaș, sugerând indirect atitudinea sa față de reprezentații orânduirii de după primul război mondial.
Guvernanta protestantă a copiilor familiei Ceaur, Frau Helen Hempel, îi demonstrează lui Abel Pavel că a greșit asociindu-se cu Atanasie deoarece ca orice reprezentant al bogătașilor și al clasei conducătoare, acesta a dorit doar să-și atingă ambițiile politice prin acest proiect, ceea ce a dus la uzurparea și prăbușirea idealului părintelui.

## Legături externe
- Părintele Abel Pavel, confidentul Roxanei (1), teologiepentruazi.ro

## Vezi și
- 1930 în literatură